# Moneta tanikawai
Moneta tanikawai är en spindelart som först beskrevs av Yoshida 1991.  Moneta tanikawai ingår i släktet Moneta och familjen klotspindlar. Inga underarter finns listade i Catalogue of Life.